# Sujatha Mohan (chanteuse)
Pour les articles homonymes, voir Sujatha Mohan et Mohan.
Sujatha Mohan (née le 31 mars 1963 à Trivandrum) est une chanteuse de playback indienne populaire pour avoir chanté dans des films malayalam, tamoul et télougou. Sujatha Mohan chante pour des films en kannada, badaga et hindi. Elle commence sa carrière dans les années 1970 et en 45 ans de carrière, elle a enregistré plus de 4 000 chansons, à ce jour. Elle est considérée comme l'une des chanteuses les plus prolifiques de l'industrie musicale indienne. 

### Note
- (en) Cet article est partiellement ou en totalité issu de l’article de Wikipédia en anglais intitulé « Sujatha Mohan » (voir la liste des auteurs).